# Grisskandalen
Den 24 november 2009 rapporterade Sveriges Radios Ekot att Djurrättsalliansen smygfilmat material ifrån svenska grisgårdar som påvisade dåliga levnadsförhållanden. Det väckte stor uppmärksamhet i media och kom att kallas grisskandalen.
Den 25 november beslutade Scan att tillsvidare stänga av de leverantörer som polisanmälts av Djurrättsalliansen och medierapporteringen blev mycket intensiv i ett par dagar. Alla grisbönder som polisanmäldes friades dock och i efterhand kritiserades hur Ekot och andra medier hade hanterat frågan, och brustit i sin uppföljning. 2 Aktivister dömdes i domstol.[källa behövs]